# Sarapatel
Il Sarapatel (pronuncia in portoghese: [sɐɾɐpɐˈtɛɫ], in portoghese brasiliano: [sɐɾɐpɐˈtɛw]), o Sorpotel, è un piatto di origine portoghese ora comunemente cucinato nella regione costiera del Konkan, in India, principalmente a Goa, Mangalore e a Mumbai, nonché nel nord-est del Brasile. La parola 'sarapatel' significa letteralmente "confusione", riferendosi al miscuglio di ingredienti che includono carne di maiale e frattaglie (che a volte include cuore, fegato, lingua e persino sangue di maiale). Tuttavia, nella versione moderna, il sangue è usato raramente poiché ora ottenere il sangue puro è leggermente difficile. La carne viene prima sbollentata, poi tagliata a dadini e saltata in padella prima di essere cotta in una salsa piccante e acetosa.
Gli aromi e le spezie utilizzati variano da regione a regione. Variano anche le dimensioni dei pezzi, così come la tecnica di cottura: alcuni saltano la carne prima di cuocerla nel sugo, mentre altri aggiungono direttamente al sugo i dadini di carne bollita.
A Goa e a Mangalore, il sorpotel è spesso accompagnato da sanna, un riso al vapore spugnoso, bianco e leggermente dolce, e pane al cocco. Tuttavia esso si può consumare anche con il pane, sul riso, o in una focaccia come un panino.

## Storia
Realizzato da schiavi africani in Brasile, il piatto comprendeva la coda, l'orecchio, l'intestino, la lingua e un po' di sangue del maiale. I portoghesi lo esportarono in India, in particolare nella versione popolare della regione portoghese dell'Alentejo, alla quale i nativi cristiani di Goa e gli indiani orientali aggiunsero ulteriori variazioni.